# 丙烯酸颜料

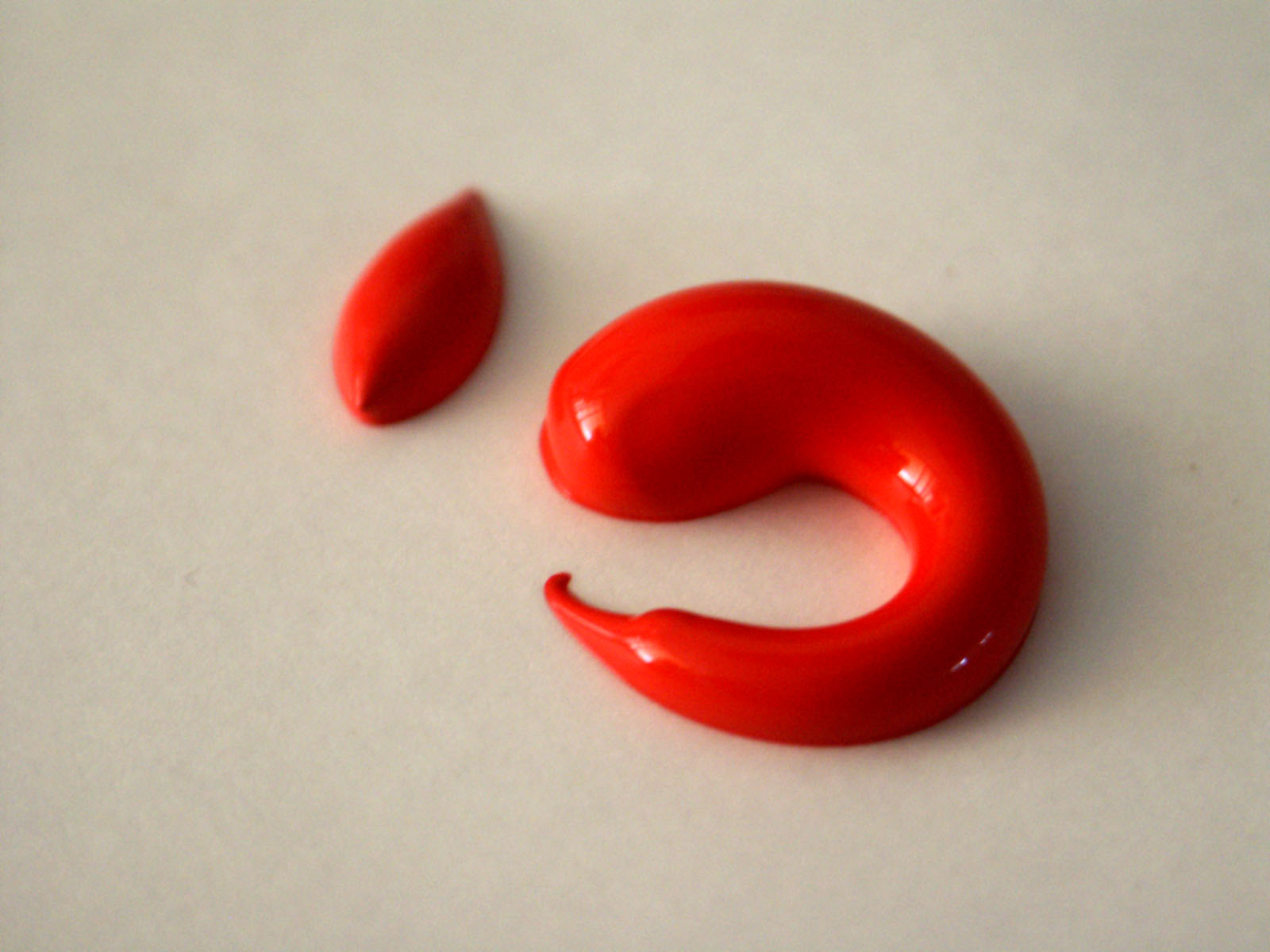
红色丙烯酸颜料

丙烯酸颜料（英语：Acrylic paint）又稱為塑膠彩或壓克力顏料，发明于1983年，为颜料粉调和丙烯酸树脂聚化乳胶制成。
丙烯酸颜料可以用水或稀释剂稀释，但在乾後可溶性会迅速降低，不再溶於水，且不易褪色。由於持久性較好，丙烯酸颜料常用于制作自画像。
另外，丙烯酸顏料也是大多數人學習油畫前的替代品，因為兩者的成品及技法有不少類似之處。
丙烯酸颜料繪畫技法又可分為類似水彩畫的透明技法以及類似油畫的不透明技法兩種運用。在壓克力顏料中加入清水，則可讓顏料呈現透明似水彩的狀態。若只調和微量的水分或者不加入水分，顏料則不透明，可厚實堆疊出類似油畫的效果。在顏料的變化上，也有加入增厚劑或增光劑，提升顏料的光澤度及透明度。

## 毒性
丙烯酸颜料有轻微毒性，某些染料中可能包含鎘、鈷、錳、鉻等有毒重金屬，但這些重金屬唯有過度攝入才會有毒，一般不会致命。

## 清除方法
立刻用清水或肥皂水搓洗。颜料乾燥後，可用清水長時間浸泡，或於40摄氏度左右的熱水浸泡後再搓洗。